# Vögnitz
Vögnitz ist ein Gemeindeteil der Gemeinde Sulzheim im unterfränkischen Landkreis Schweinfurt in Bayern. Die Gemarkung Vögnitz hat eine Fläche von 2,295 km². Sie ist in 293 Flurstücke aufgeteilt, die eine durchschnittliche Flurstücksfläche von 7832,82 m² haben. In ihr liegt neben dem namensgebenden Ort der Gemeindeteil Vögnitzmühle.

## Lage
Das Kirchdorf liegt am Unkenbach. Der Bimbach mündet innerorts als linker Zufluss in den Unkenbach. Im Südwesten grenzt das Waldgebiet Hag an, ansonsten ist der Ort Von Acker- und Grünland umgeben. Unmittelbar nördlich des Ortes stehen zwei Birnbäume, die als Naturdenkmäler ausgewiesen sind. Die Kreisstraße SW 53 führt nach Mönchstockheim zur Staatsstraße 2275 (2,3 km westlich) bzw. nach Bischwind (0,8 km südöstlich). Eine Gemeindeverbindungsstraße führt nach Traustadt zur Kreisstraße SW 54 (1,9 km nordöstlich).

## Geschichte
Der Ort wurde 1230 als „Vocheuze/Vochenz/Vochnitz“ erstmals urkundlich erwähnt. Aus der Endung -itz kann geschlossen werden, dass der Ortsname slawischen Ursprungs ist.
Mit dem Gemeindeedikt (frühes 19. Jahrhundert) wurde die Ruralgemeinde Vögnitz gebildet, zu der Vögnitzmühle gehörte. Sie unterstand in Verwaltung und Gerichtsbarkeit dem Landgericht Gerolzhofen. Im Zuge der Gebietsreform in Bayern wurde Vögnitz nach Sulzheim eingemeindet.

## Baudenkmäler
Als Baudenkmäler gelten u. a. die St.-Anna-Kapelle, welche im Jahr 1806 in Vögnitz geweiht wurde, das Waaghäuschen, das „Dreieck“ am Ortsausgang nach Traustadt und Donnersdorf.

## Vereine
Als Vereine gibt es die Freiwillige Feuerwehr Vögnitz, den Obst- und Gartenbauverein Vögnitz und die Jagdgenossenschaft Mönchstockheim Vögnitz; außerdem einen Seniorentreff.